# Air Marshall Islands
Air Marshall Islands — национальная авиакомпания Маршалловых Островов.
Air Marshall Islands была основана в 1980 году, под названием «Airline of the Marshall Islands», но в 1989 году была переименована в «Air Marshall Islands».
Авиакомпания выполняет внутренние перелёты между островами, а также рейсы на соседние острова.

## Направления
Авиакомпания выполняет рейсы по более, чем 20 направлениям внутри, и за пределами страны.
«Air Marshall Islands» имеет базу в Маджуро, и дополнительную базу в Кваджалейне.

## Флот
Флот «Air Marshall Islands» состоит из трёх самолётов.
| Самолёт               | Количество | Мест |
| --------------------- | ---------- | ---- |
| Dornier 228           | 2          | 18   |
| Bombardier Dash 8-100 | 1          | 34   |